# Javier Sicilia
Javier Sicilia (Mexico, 1956) est un poète, essayiste, romancier, journaliste et militant politique mexicain. Il collabore à divers médias écrits comme La Jornada et Proceso. Il a été le fondateur et directeur de El Telar --un magazine mexicain--, coordonnateur de plusieurs ateliers d'écriture, scénariste, rédacteur en chef du magazine Poesía, membre du comité éditorial de Los Universitarios et Cartapacios, membre du Sistema Nacional de Creadores de Arte (Système National de Créateurs d'Art) à partir de 1995, professeur de littérature, esthétique et de scénario à l'université La Salle de Cuernavaca, et directeur de feu le magazine Ixtus.

## Biographie
Javier Sicilia a hérité sa vocation pour la littérature et la poésie de son père, qui était poète lui aussi. Lecteur avide de Thérèse d'Ávila et Jean de la Croix, Sicilia est un poète dont les sujets sont liés au catholicisme et à la mystique chrétienne, cadres pour l'élaboration poétique. Sur le tard il a connu le philosophe autrichien Ivan Illich, puis est devenu un des promoteurs essentiels de sa pensée parmi les intellectuels mexicains.
Il est collaborateur de l'hebdomadaire Proceso ; il dirige le magazine "Conspiratio", dans lequel il traite de sujets d'actualité philosophique, artistique et littéraire divers. En 2009 le Prix National de la Poésie Aguascalientes, une des récompenses plus importantes de la poésie mexicaine, lui a été attribué.
Le 28 mars 2011 son fils Juan Francisco, âgé de 24 ans, a été assassiné par le crime organisé, avec six autres personnes, dans la localité de Temixco, Morelos, au Mexique. En conséquence Javier Sicilia a abandonné la poésie. Sous la devise "On en a marre", il prit la tête de diverses manifestations du pays, exigeant l'arrêt du "climat" de violence à Mexico.

## La marche pour la paix
Après la mort de son fils, Javier Sicilia a organisé une grande manifestation qui est partie le 5 mai de la ville de Cuernavaca, Morelos, pour arriver le 8 mai à la Grand-Place (Zócalo) de la ville de Mexico. Il reçoit en cette occasion l'appui du sous-commandant Marcos. Cette manifestation avait pour nom 'La Marche pour la paix'. Au terme de cette marche au Zócalo, Sicilia a demandé au président de la république de retirer la charge de Secrétaire de la Sécurité Publique à Genaro García Luna, et aussi, parmi d'autres choses, de combattre la corruption, l'impunité et les gains du crime.

## Œuvres
Poésie
- Permanencia en los puertos (1982)
- La presencia desierta (1985)
- Oro (1990)
- Trinidad (1992)
- Vigilias (1994)
- Resurrección (1995)
- Pascua (2000)
- Lectio (2004)
- Tríptico del Desierto (2009)
- Vestigios (2013)

Romans
- El bautista (1991)
- El reflejo de lo oscuro (1998)
- Viajeros en la noche (1999)
- A través del silencio (2002)
- La confesión (2008)
- El fondo de la noche (2012)

Essai
- Cariátide a destiempo y otros escombros (1980)
- Poesía y espíritu (1998)

Biographie
- Concepción Cabrera de Armida, la amante de Cristo (2001)
- Félix de Jesús Rougier, la seducción de la Virgen (2007)

Analyse Politique
- La voz y las sombras (2009)
- Estamos hasta la madre (2011)